# Atalanta Bergamasca Calcio 2022-2023
Questa voce raccoglie le informazioni riguardanti l'Atalanta Bergamasca Calcio nelle competizioni ufficiali della stagione 2022-2023.

## Stagione
Nella stagione 2022-2023 gli orobici, dopo aver chiuso all'ottavo posto il campionato precedente, iniziano la stagione per la prima volta dal 2016-2017 senza partecipare a nessuna coppa europea e ripartendo per la settima stagione consecutiva in panchina da Gian Piero Gasperini. Con 64 punti ottengono il quinto posto finale, qualificandosi per la UEFA Europa League. Il nigeriano Ademola Lookman autore di 15 reti, delle quali 13 in campionato è stato il miglior marcatore stagionale, in doppia cifra anche l'olandese Teun Koopmeiners che firma 10 reti. Nella Coppa Italia entra in scena negli ottavi superando (5-2) lo Spezia, nei quarti esce dal torneo sconfitta (1-0) dall'Inter.

## Divise e sponsor
Lo sponsor tecnico è per la terza stagione consecutiva Joma.
L'Atalanta conferma come main sponsor Plus500, come official sponsor Radici Group e come sleeve sponsor (presente sulla manica sinistra della maglia) Automha; confermato anche il back sponsor Gewiss.
La prima maglia presenta le tradizionali strisce nerazzurre, con il colletto a V con un motivo a righe nerazzurre ripreso anche sull’orlo delle maniche, all’interno riporta la frase “La maglia sudata sempre”. La scritta “Atalanta Bergamo” compare sul retro del collo e nella parte interna in fondo alla maglia.
La seconda maglia è di colore bianco con inserti nerazzurri sulle spalle, sul colletto e sul bordo delle maniche. Al posto del consueto stemma societario c'è la dea Atalanta che corre in versione dorata.
La terza maglia è di color verde acqua/turchese, arricchito da una serie di righe verticali nerazzurre.
Infine per i portieri sono state scelte tre divise: una nera, la seconda rossa e la terza verde fluo. In entrambe le maglie, sul colletto all’interno, viene riportata la frase “La maglia sudata sempre” e la scritta “Atalanta Bergamo”.
| Casa | Trasferta | Terza divisa |
| ---- | --------- | ------------ |

## Organigramma societario
Area direttiva
- Presidente: Antonio Percassi
- Amministratore delegato: Luca Percassi
- Consiglieri: Stephen Pagliuca, Joseph Case Pagliuca, Luca Bassi, David Benjamin Gross-Loh, Mario Volpi
- Collegio sindacale: Giambattista Negretti (Presidente), Pierluigi Paris (Sindaco Effettivo), Alessandro Michetti (Sindaco Effettivo)
- Organismo di vigilanza: Marco De Cristofaro (Presidente), Diego Fratus, Pietro Minaudo

Area organizzativa
- Direttore generale: Umberto Marino
- Direttore operativo: Roberto Spagnolo
- Direttore Amministrazione, Controllo e Finanza: Valentino Pasqualato
- Segretario generale: Marco Semprini
- Team manager: Mirco Moioli
- Responsabile del Servizio di Prevenzione e Protezione: Massimiliano Merelli
- Delegato Sicurezza Stadio: Marco Colosio
- Coordinatore Area Biglietteria-Slo: Marco Malvestiti
- Responsabile per lo sviluppo internazionale dell'area sport: Lee Congerton

Area comunicazione e marketing
- Responsabile comunicazione: Elisa Persico
- Addetto Stampa: Andrea Lazzaroni
- Direttore marketing: Romano Zanforlin
- Marketing Supervisor: Antonio Bisanti
- Licensing manager: Sara Basile
- Supporter Liaison Officer: Marco Malvestiti

Area tecnica
- Responsabile Area Tecnica: Tony D'Amico
- Direttore sportivo: Gabriele Zamagna
- Allenatore: Gian Piero Gasperini
- Allenatore in seconda: Tullio Gritti
- Collaboratore tecnici: Mauro Fumagalli
- Preparatori atletici: Domenico Borelli, Luca Trucchi, Gabriele Boccolini
- Preparatore dei portieri: Massimo Biffi

Area sanitaria
- Responsabile sanitario: Paolo Amaddeo
- Medico sociale: Marco Bruzzone
- Fisioterapisti: Simone Campanini, Marcello Ginami, Alessio Gurioni, Michele Locatelli

Staff
- Magazzinieri: Isidoro Arrigoni, Nadia Donnini, Luca Tasca

## Rosa
'In corsivo i calciatori ceduti durante la stagione
| N. |                           | Ruolo | Calciatore              |
| -- | ------------------------- | ----- | ----------------------- |
| 1  | Argentina (bandiera)      | P     | Juan Musso              |
| 2  | Italia (bandiera)         | D     | Rafael Tolói (capitano) |
| 3  | Danimarca (bandiera)      | D     | Joakim Mæhle            |
| 5  | Italia (bandiera)         | D     | Caleb Okoli             |
| 6  | Argentina (bandiera)      | D     | José Luis Palomino      |
| 7  | Paesi Bassi (bandiera)    | C     | Teun Koopmeiners        |
| 9  | Colombia (bandiera)       | A     | Luis Muriel             |
| 10 | Costa d'Avorio (bandiera) | A     | Jérémie Boga            |
| 11 | Nigeria (bandiera)        | A     | Ademola Lookman         |
| 13 | Brasile (bandiera)        | C     | Éderson                 |
| 15 | Paesi Bassi (bandiera)    | C     | Marten de Roon          |
| 17 | Danimarca (bandiera)      | A     | Rasmus Højlund          |
| 18 | Ucraina (bandiera)        | C     | Ruslan Malinovs'kyj     |

| N. |                        | Ruolo | Calciatore        |
| -- | ---------------------- | ----- | ----------------- |
| 19 | Albania (bandiera)     | D     | Berat Djimsiti    |
| 21 | Italia (bandiera)      | D     | Nadir Zortea      |
| 22 | Italia (bandiera)      | D     | Matteo Ruggeri    |
| 28 | Turchia (bandiera)     | D     | Merih Demiral     |
| 31 | Italia (bandiera)      | P     | Francesco Rossi   |
| 33 | Paesi Bassi (bandiera) | D     | Hans Hateboer     |
| 42 | Italia (bandiera)      | D     | Giorgio Scalvini  |
| 57 | Italia (bandiera)      | P     | Marco Sportiello  |
| 77 | Italia (bandiera)      | C     | Davide Zappacosta |
| 88 | Croazia (bandiera)     | C     | Mario Pašalić     |
| 91 | Colombia (bandiera)    | A     | Duván Zapata      |
| 93 | Francia (bandiera)     | D     | Brandon Soppy     |

## Calciomercato

### Sessione estiva(dal 01/07 al 01/09)
| Acquisti         | Acquisti            | Acquisti              | Acquisti                         |
| R.               | Nome                | da                    | Modalità                         |
| ---------------- | ------------------- | --------------------- | -------------------------------- |
| P                | Marco Carnesecchi   | Cremonese             | fine prestito                    |
| P                | Pierluigi Gollini   | Tottenham             | fine prestito                    |
| D                | Matteo Lovato       | Cagliari              | fine prestito                    |
| D                | Caleb Okoli         | Cremonese             | fine prestito                    |
| D                | Matteo Ruggeri      | Salernitana           | fine prestito                    |
| D                | Brandon Soppy       | Udinese               | definitivo (10 milioni di €)     |
| D                | Nadir Zortea        | Salernitana           | fine prestito                    |
| C                | Marco Carraro       | Cosenza               | fine prestito                    |
| C                | Éderson             | Salernitana           | definitivo (25 milioni di €)     |
| C                | Viktor Kovalenko    | Spezia                | fine prestito                    |
| C                | Gabriel Lunetta     | Alessandria           | fine prestito                    |
| C                | Federico Mattiello  | Alessandria           | fine prestito                    |
| C                | Simone Muratore     | Tondela               | fine prestito                    |
| A                | Jérémie Boga        | Sassuolo              | riscatto (22 milioni di €)       |
| A                | Nicolò Cambiaghi    | Pordenone             | fine prestito                    |
| A                | Sam Lammers         | Eintracht Francoforte | fine prestito                    |
| A                | Ademola Lookman     | RB Lipsia             | definitivo (15 milioni di €)     |
| A                | Rasmus Højlund      | Sturm Graz            | definitivo (17 milioni di €)     |
| A                | Marco Tumminello    | Reggina               | fine prestito                    |
| Altre operazioni |                     |                       |                                  |
| R.               | Nome                | da                    | Modalità                         |
| P                | Khadim Ndiaye       | Carsko Selo           | fine prestito                    |
| D                | Merih Demiral       | Juventus              | riscatto (21 milioni di €+bonus) |
| A                | Christian Capone    | Ternana               | fine prestito                    |
| A                | Ebrima Colley       | Spezia                | fine prestito                    |
| A                | Emmanuel Latte Lath | SPAL                  | fine prestito                    |
| A                | Simone Mazzocchi    | Ternana               | fine prestito                    |
| A                | Roberto Piccoli     | Genoa                 | fine prestito                    |
| A                | Luca Valzania       | Cremonese             | fine prestito                    |
| A                | Luca Vido           | SPAL                  | fine prestito                    |

| Cessioni         | Cessioni            | Cessioni          | Cessioni                                          |
| R.               | Nome                | a                 | Modalità                                          |
| ---------------- | ------------------- | ----------------- | ------------------------------------------------- |
| P                | Pierluigi Gollini   | Fiorentina        | prestito con diritto di riscatto                  |
| D                | Enrico Delprato     | Parma             | definitivo                                        |
| D                | Matteo Lovato       | Salernitana       | definitivo                                        |
| D                | Giuseppe Pezzella   | Parma             | fine prestito                                     |
| C                | Remo Freuler        | Nottingham Forest | definitivo (9 milioni di €)                       |
| C                | Viktor Kovalenko    | Spezia            | prestito con obbligo di riscatto                  |
| C                | Aleksej Mirančuk    | Torino            | prestito con diritto di riscatto                  |
| C                | Andrea Oliveri      | Frosinone         | prestito                                          |
| C                | Matteo Pessina      | Monza             | prestito con obbligo di riscatto e controriscatto |
| A                | Josip Iličić        |                   | risoluzione consensuale                           |
| A                | Sam Lammers         | Empoli            | prestito                                          |
| A                | Valentin Mihăilă    | Parma             | fine prestito                                     |
| Altre operazioni |                     |                   |                                                   |
| R.               | Nome                | a                 | Modalità                                          |
| P                | Khadim Ndiaye       | Hebăr Pazardžik   | prestito                                          |
| A                | Christian Capone    | Südtirol          | prestito                                          |
| A                | Emmanuel Latte Lath | San Gallo         | prestito                                          |
| A                | Simone Mazzocchi    | Südtirol          | prestito                                          |
| A                | Roberto Piccoli     | Verona            | prestito                                          |

### Sessione invernale(dal 02/01 al 31/01)
| Acquisti         | Acquisti          | Acquisti         | Acquisti               |
| R.               | Nome              | da               | Modalità               |
| Altre operazioni | Altre operazioni  | Altre operazioni | Altre operazioni       |
| R.               | Nome              | da               | Modalità               |
| ---------------- | ----------------- | ---------------- | ---------------------- |
| P                | Pierluigi Gollini | Fiorentina       | fine prestito          |
| P                | Khadim Ndiaye     | Hebăr Pazardžik  | fine prestito          |
| D                | Relja Obrić       | Partizan         | definitivo (135.000 €) |
| A                | Christian Capone  | Südtirol         | fine prestito          |
| A                | Vanja Vlahović    | Partizan         | definitivo (225.000 €) |

| Cessioni         | Cessioni            | Cessioni            | Cessioni                         |
| R.               | Nome                | a                   | Modalità                         |
| ---------------- | ------------------- | ------------------- | -------------------------------- |
| C                | Ruslan Malinovs'kyj | Olympique Marsiglia | prestito con diritto di riscatto |
| D                | Nadir Zortea        | Sassuolo            | prestito                         |
| Altre operazioni |                     |                     |                                  |
| R.               | Nome                | a                   | Modalità                         |
| P                | Pierluigi Gollini   | Napoli              | prestito con diritto di riscatto |
| A                | Christian Capone    | Reggiana            | prestito                         |

## Risultati

### Serie A

#### Girone di andata
| Arbitro: | Dionisi (L'Aquila) |

|  |           |                         |
|  | Marcatori | 26’ Tolói 90+5’ Lookman |

| Arbitro: | Maresca (Napoli) |

|                  |           |              |
| Malinovs'kyj 29’ | Marcatori | 68’ Bennacer |

| Arbitro: | Prontera (Bologna) |

|  |           |                 |
|  | Marcatori | 50’ Koopmeiners |

| Arbitro: | Di Bello (Brindisi) |

|                                           |           |            |
| Koopmeiners 45+4’ (rig.), 47’, 84’ (rig.) | Marcatori | 77’ Vlašić |

| Arbitro: | Sacchi (Macerata) |

|  |           |                               |
|  | Marcatori | 57’ Højlund 65’ (aut.) Marlon |

| Arbitro: | Colombo (Como) |

|             |           |            |
| Demiral 74’ | Marcatori | 78’ Valeri |

| Arbitro: | Chiffi (Padova) |

|  |           |              |
|  | Marcatori | 35’ Scalvini |

| Arbitro: | Irrati (Pistoia) |

|             |           |  |
| Lookman 59’ | Marcatori |  |

| Arbitro: | Doveri (Roma) |

|                        |           |                               |
| Deulofeu 67’ Pérez 78’ | Marcatori | 36’ Lookman 56’ (rig.) Muriel |

| Arbitro: | Marcenaro (Genova) |

|                           |           |                   |
| Pašalić 45+1’ Lookman 46’ | Marcatori | 41’ Kyriakopoulos |

| Arbitro: | Abisso (Palermo) |

|  |           |                                  |
|  | Marcatori | 10’ Zaccagni 52’ Felipe Anderson |

| Arbitro: | Ayroldi (Molfetta) |

|  |           |                          |
|  | Marcatori | 32’ Hateboer 59’ Lookman |

| Arbitro: | Mariani (Aprilia) |

|                    |           |                       |
| Lookman 19’ (rig.) | Marcatori | 23’ Osimhen 35’ Elmas |

| Arbitro: | Aureliano (Bologna) |

|                                  |           |            |
| Baschirotto 28’ Di Francesco 30’ | Marcatori | 40’ Zapata |

| Arbitro: | Chiffi (Padova) |

|                                 |           |                                    |
| Lookman 25’ (rig.) Palomino 77’ | Marcatori | 36’, 56’ Džeko 61’ (aut.) Palomino |

| Arbitro: | Giua (Olbia) |

|                    |           |                           |
| Gyasi 8’ Nzola 31’ | Marcatori | 77’ Højlund 90+2’ Pašalić |

| Arbitro: | Di Bello (Brindisi) |

|             |           |                             |
| Orsolini 6’ | Marcatori | 47’ Koopmeiners 58’ Højlund |

| Arbitro: | Aureliano (Bologna) |

|                                                                                                 |           |                                |
| Boga 5’ Lookman 20’ (rig.), 54’ Scalvini 23’ Koopmeiners 38’ Højlund 41’ Éderson 61’ Zortea 85’ | Marcatori | 10’ Dia 56’ Nicolussi Caviglia |

| Arbitro: | Marinelli (Tivoli) |

|                                   |           |                           |
| Di María 25’ Milik 34’ Danilo 65’ | Marcatori | 5’, 53’ Lookman 46’ Mæhle |

#### Girone di ritorno
| Arbitro: | Doveri (Roma) |

|                       |           |  |
| Mæhle 42’ Lookman 57’ | Marcatori |  |

| Arbitro: | Marcenaro (Genova) |

|               |           |  |
| Laurienté 55’ | Marcatori |  |

| Arbitro: | Orsato (Schio) |

|  |           |                            |
|  | Marcatori | 23’ Zappacosta 65’ Højlund |

| Arbitro: | Piccinini (Forlì) |

|             |           |                    |
| Højlund 87’ | Marcatori | 4’ Ceesay 74’ Blin |

| Arbitro: | Mariani (Aprilia) |

|                              |           |  |
| Musso 26’ (aut.) Messias 86’ | Marcatori |  |

| Bergamo 4 marzo 2023, ore 18:00 CET 25ª giornata | Atalanta          | 0 – 0 referto | Udinese | Gewiss Stadium (18 475 spett.)\| Arbitro: \| Ghersini (Genova) \| |
| Arbitro:                                         | Ghersini (Genova) |               |         |                                                                   |

| Arbitro: | Colombo (Como) |

|                                |           |  |
| Kvaratskhelia 60’ Rrahmani 77’ | Marcatori |  |

| Arbitro: | Dionisi (L'Aquila) |

|                         |           |            |
| de Roon 58’ Højlund 86’ | Marcatori | 44’ Ebuehi |

| Arbitro: | Marinelli (Tivoli) |

|                       |           |                                    |
| D. Ciofani 56’ (rig.) | Marcatori | 44’ de Roon 72’ Boga 90+3’ Lookman |

| Arbitro: | Orsato (Schio) |

|  |           |                          |
|  | Marcatori | 49’ Sansone 86’ Orsolini |

| Arbitro: | Guida (Torre Annunziata) |

|                   |           |           |
| Cabral 56’ (rig.) | Marcatori | 37’ Mæhle |

| Arbitro: | Irrati (Pistoia) |

|                                       |           |                |
| Pašalić 39’ Tolói 74’ Koopmeiners 84’ | Marcatori | 83’ Pellegrini |

| Arbitro: | Sacchi (Macerata) |

|              |           |                           |
| Sanabria 75’ | Marcatori | 34’ Zappacosta 88’ Zapata |

| Arbitro: | Marinelli (Tivoli) |

|                                       |           |                        |
| De Roon 32’ Zappacosta 48’ Muriel 54’ | Marcatori | 18’ Gyasi 64’ Bourabia |

| Arbitro: | Doveri (Roma) |

|  |           |                              |
|  | Marcatori | 56’ Iling Jr. 90+8’ Vlahović |

| Arbitro: | Piccinini (Forlì) |

|                |           |  |
| Candreva 90+3’ | Marcatori |  |

| Arbitro: | Sozza (Seregno) |

|                                        |           |             |
| Zappacosta 22’ Pašalić 53’ Højlund 62’ | Marcatori | 11’ Lazović |

| Arbitro: | Orsato (Schio) |

|                                   |           |                                |
| Lukaku 1’ Barella 3’ Martínez 77’ | Marcatori | 36’ Pašalić 90+1’ (aut.) Onana |

| Arbitro: | Di Bello (Brindisi) |

|                                                      |           |                         |
| Koopmeiners 12’, 45+1’, 79’ Højlund 74’ Muriel 90+2’ | Marcatori | 51’ Colpani 81’ Petagna |

### Fase finale
| Arbitro: | Colombo (Como) |

|                                                             |           |                     |
| Lookman 10’, 12’ Hateboer 26’ Højlund 72’ Ampadu 90’ (aut.) | Marcatori | 14’ Ekdal 38’ Verde |

| Arbitro: | Chiffi (Padova) |

|             |           |  |
| Darmian 57’ | Marcatori |  |

## Statistiche

### Statistiche di squadra
| Competizione | Punti | In casa | In casa | In casa | In casa | In casa | In casa | In trasferta | In trasferta | In trasferta | In trasferta | In trasferta | In trasferta | Totale | Totale | Totale | Totale | Totale | Totale | DR  |
| Competizione | Punti | G       | V       | N       | P       | Gf      | Gs      | G            | V            | N            | P            | Gf           | Gs           | G      | V      | N      | P      | Gf     | Gs     | DR  |
| ------------ | ----- | ------- | ------- | ------- | ------- | ------- | ------- | ------------ | ------------ | ------------ | ------------ | ------------ | ------------ | ------ | ------ | ------ | ------ | ------ | ------ | --- |
| Serie A      | 64    | 19      | 10      | 3       | 6       | 38      | 26      | 19           | 9            | 4            | 6            | 28           | 22           | 38     | 19     | 7      | 12     | 66     | 48     | +18 |
| Coppa Italia | -     | 1       | 1       | 0       | 0       | 5       | 2       | 1            | 0            | 0            | 1            | 0            | 1            | 2      | 1      | 0      | 1      | 5      | 3      | +2  |
| Totale       | -     | 20      | 11      | 3       | 6       | 43      | 28      | 20           | 9            | 4            | 7            | 28           | 23           | 40     | 20     | 7      | 13     | 71     | 51     | +20 |

### Andamento in campionato
| Giornata  | 1 | 2 | 3 | 4 | 5 | 6 | 7 | 8 | 9 | 10 | 11 | 12 | 13 | 14 | 15 | 16 | 17 | 18 | 19 | 20 | 21 | 22 | 23 | 24 | 25 | 26 | 27 | 28 | 29 | 30 | 31 | 32 | 33 | 34 | 35 | 36 | 37 | 38 |
| --------- | - | - | - | - | - | - | - | - | - | -- | -- | -- | -- | -- | -- | -- | -- | -- | -- | -- | -- | -- | -- | -- | -- | -- | -- | -- | -- | -- | -- | -- | -- | -- | -- | -- | -- | -- |
| Luogo     | T | C | T | C | T | C | T | C | T | C  | C  | T  | C  | T  | C  | T  | T  | C  | T  | C  | T  | T  | C  | T  | C  | T  | C  | T  | C  | T  | C  | T  | C  | C  | T  | C  | T  | C  |
| Risultato | V | N | V | V | V | N | V | V | N | V  | P  | V  | P  | P  | P  | N  | V  | V  | N  | V  | P  | V  | P  | P  | N  | P  | V  | V  | P  | N  | V  | V  | V  | P  | P  | V  | P  | V  |
| Posizione | 1 | 4 | 1 | 1 | 1 | 1 | 1 | 1 | 2 | 2  | 3  | 2  | 3  | 5  | 6  | 7  | 5  | 5  | 6  | 4  | 5  | 3  | 6  | 6  | 6  | 6  | 6  | 6  | 6  | 6  | 7  | 5  | 5  | 6  | 7  | 5  | 5  | 5  |

Fonte:  Serie A – Classifica, su legaseriea.it.
Legenda:

Luogo: C = Casa; T = Trasferta. Risultato: V = Vittoria; N = Pareggio; P = Sconfitta.

### Statistiche dei giocatori
aggiornato al 2 agosto 2022